# The Lonely Island
The Lonely Island är en amerikansk komedi- och hiphopgrupp som består av Akiva Schaffer, Jorma Taccone och Andy Samberg, mest känd för sina musikaliska parodier. 

## Historia
Gruppen kommer från Berkeley, i Kalifornien och är för närvarande baserad i New York och Los Angeles.
Schaffer, Taccone och Samberg träffades i Junior High School (motsvarande årskurs 6-8). Gruppen har spelat in videos tillsammans sedan 2000. Efter att ha skrivit material till Jimmy Fallon som var värd för 2005 års upplaga av MTV Movie Awards ordnade Fallon ett möte med det amerikanska live-sketchprogrammet Saturday Night Lives skapare och exekutiva producent Lorne Michaels. Andy Samberg blev anställd som en del av ensemblen och Jorma Taccone och Akiva Schaffer blev en del av skrivar-staben för säsongen 2005/2006.  Saturday Night Live är ett live-program men det innehåller också förinspelat material. The Lonely Island är mest kända för att ha skrivit och framfört förinspelat material, så kallade SNL Digital Short. Deras första film hette Lettuce och sändes 3 december 2005. Deras andra video sändes 17 december och kallades Lazy Sunday. Videon är den första av många digital shorts där gruppen rappar eller sjunger. Lazy Sunday är skriven av Samberg, Schaffer och Taccone tillsammans med SNL-castmedlemmen Chris Parnell som också är med i videon. Schaffer regisserade och Taccone producerade musiken. Låten fick över en miljon nedladdningar på ett dygn. Lazy Sunday tillsammans med andra videor, bl.a. Natalies's Rap, med Natalie Portman, och Dick in a Box, med Justin Timberlake, gjorde att publiken fick upp ögonen för The Lonely Island och då framförallt Andy Samberg eftersom han var den som syntes i bild. Schaffer och Taccone fortsatte skriva för showen fram till säsongen 2010/2011. Samberg stannade ett år längre och gjorde sitt sista program 19 maj 2012. The Lonely Island spelade 2011 in en reklamfilm för det svenska vodkamärket Rökk. De hade 2014 världens fyrtiofjärde största youtube-kanal med över 5 700 000 prenumeranter.

## Medlemmar
- Andy Samberg
- Jorma Taccone
- Akiva Schaffer

## Diskografi

### Album
- Incredibad (2009)
- Turtleneck & Chain (2011)
- The Wack Album (2013)

### Singlar
- "Dick in a Box" (feat. Justin Timberlake) (2006)
- "Jizz in My Pants" (2008)
- "Mother Lover" (feat. Justin Timberlake) (2009)
- "I'm on a Boat" (feat. T-Pain) (2009)
- "Like a Boss" (Seth Rogen medverkar i musikvideon) (2009)
- "I Just Had Sex" (feat. Akon) (2010)
- "The Creep" (feat. Nicki Minaj) (2011)
- "Jack Sparrow" (feat. Michael Bolton) (2011)
- "Boombox" (feat. Julian Casablancas) (2010)
- "3-way (The Golden Rule)" (feat. Justin Timberlake och Lady Gaga) (2011)
- "YOLO" (feat. Adram Levine & Kendrick Lamar) (2013)
- "Finest girl" (Fucked Bin Ladin) (2016)